# Aveva Stadium
Aveva Stadium es un estadio de rugby en Houston, Texas, Estados Unidos como parte del Houston Sports Park y es la sede de los Houston SaberCats, que juegan en la Major League Rugby . La ceremonia de inauguración tuvo lugar el 24 de julio de 2018. Los derechos de denominación del estadio fueron adquiridos por la empresa británica de tecnología de la información Aveva y se inauguraron el 13 de abril de 2019. Aveva Stadium es el primer estadio de la liga construido específicamente para su uso por Major League Rugby, y el segundo estadio específico de rugby principalmente para la competencia profesional en los Estados Unidos.

## Historia

### Planificación y financiación
En marzo de 2017, la organización local de rugby y predecesora de los Houston SaberCats, los Houston Strikers anunciaron públicamente sus planes de construir un estadio en el Houston Sports Park, ubicado aproximadamente a tres millas del NRG Park y a ocho millas del centro de Houston a lo largo de la autopista sur. El grupo también lanzó varios otros detalles clave, como las primeras entregas, un costo estimado de $ 10 millones y una capacidad inicial de 5,000 personas.
Antes de la temporada inaugural del equipo, la Ciudad de Houston acordó financiar parcialmente un estadio permanente con una contribución de $ 3.2 millones en febrero de 2018. El grupo de propietarios espera invertir $ 12.0 millones adicionales de sus propios fondos para construir la instalación de usos múltiples de 3 campos. Los detalles del acuerdo, descritos en la Ordenanza de la ciudad de Houston 2018–0085, también confirmaron la construcción de la propiedad de la ciudad en el sur de Houston en Houston Sports Park, con la ciudad manteniendo la propiedad y alquilando los terrenos del estadio al equipo por un período de 43 años. .

##### Diseño y construcción
El 8 de julio, los Houston SaberCats lanzaron nuevos dibujos arquitectónicos preliminares y un anuncio innovador para el 24 de julio de 2018 a través de Instagram y luego a través de un comunicado de prensa varios días después. El 17 de julio, los SaberCats anunciaron que se otorgaron derechos de nombres a Aveva .
La ceremonia de inauguración tuvo lugar el 24 de julio de 2018, con el alcalde de Houston, Sylvester Turner, en representación de la ciudad.

##### Apertura y uso actual

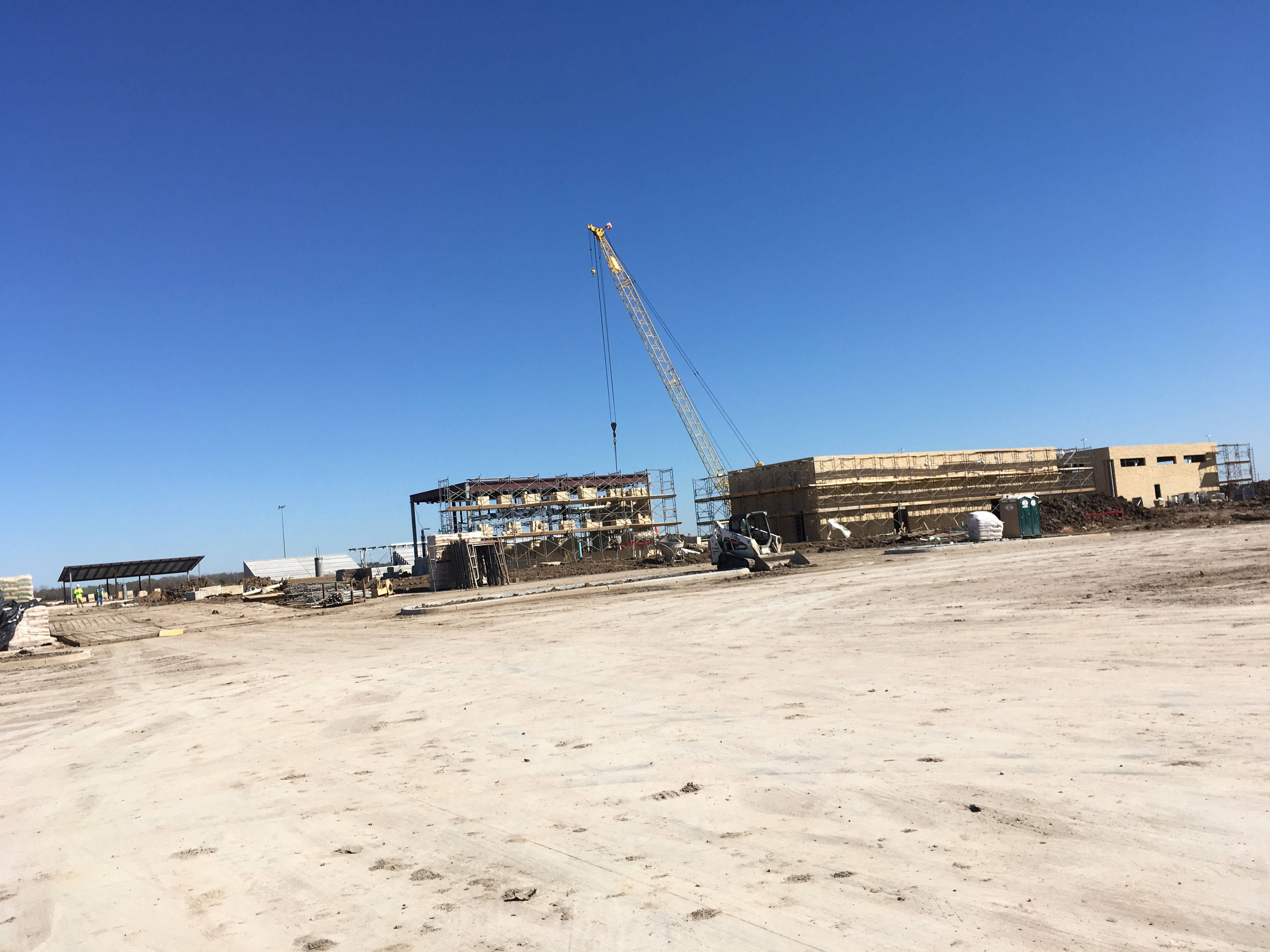
Construcción de baños y vestuarios con gradas y pabellón del lado este.

La construcción aún estaba en curso cuando el Estadio Aveva abrió el 13 de abril de 2019 con un partido contra los Seattle Seawolves .
Después de su inauguración, los juegos anteriores se jugaron antes de la gran inauguración, que se pospuso y tuvo lugar el 29 de mayo de 2019. El equipo de Houston jugó contra los Glendale Raptors .

## Instalaciones
Las instalaciones generales del Estadio Aveva incluyen un estacionamiento de 1,200 y dos campos secundarios para uso multipropósito. Si bien la capacidad de los asientos supera los 3.000, el estadio cuenta con una capacidad máxima de hasta 4.000 mediante la utilización de áreas de pie solamente. El lugar es principalmente el hogar del equipo profesional de rugby de Houston SaberCats, pero puede acomodar otros eventos deportivos y no deportivos debido al gran tamaño de los campos.